# Монтеккьо-Прекальчино
Монтеккьо-Прекальчино (італ. Montecchio Precalcino, вен. Montecio Precalsin) — муніципалітет в Італії, у регіоні Венето, провінція Віченца.
Монтеккьо-Прекальчино розташоване на відстані близько 430 км на північ від Рима, 65 км на північний захід від Венеції, 14 км на північ від Віченци.
Населення — 5019 осіб (2014).

## Демографія
Населення за роками:

Станом на 1 січня 2023 року в муніципалітеті офіційно проживало 200 іноземців з 35 країн, серед них 64 громадяни країн Євросоюзу та 9 громадян України.

## Сусідні муніципалітети
- Бреганце
- Дуевілле
- Сандриго
- Сарчедо
- Віллаверла